# Luge als Jocs Olímpics d'hivern de 1984
Als Jocs Olímpics d'Hivern de 1984 celebrats a la ciutat de Sarajevo (Iugoslàvia) es disputaren tres proves de luge, dues en categoria masculina i una en categoria femenina.
La competició tingué lloc entre els dies 9 i 12 de febrer de 1984 a les instal·lacions esportives de Sarejevo. Hi participaren un total de 81 corredors, entre ells 54 homes i 27 dones, de 17 comitès nacionals diferents.

## Resum de medalles

### Categoria masculina
| Prova              | Or                                       | Argent                                               | Bronze                             |
| Individual Detalls | Paul Hildgartner                         | Sergey Danilin                                       | Valery Dudin                       |
| Parelles Detalls   | RFA Hans Stangassinger · Franz Wembacher | Unió Soviètica Yevgeny Belousov · Aleksandr Belyakov | RDAJörg Hoffmann · Jochen Pietzsch |

### Categoria femenina
| Prova              | Or            | Argent          | Bronze    |
| Individual Detalls | Steffi Martin | Bettina Schmidt | Ute Weiss |

## Medaller
| Posició | País           | Or | Argent | Bronze | Total |
| 1       | RDA            | 1  | 1      | 2      | 4     |
| 2       | Itàlia         | 1  | 0      | 0      | 1     |
| 2       | RFA            | 1  | 0      | 0      | 1     |
| 4       | Unió Soviètica | 0  | 2      | 1      | 3     |
|         |                |    |        |        |       |
| Total   | Total          | 3  | 3      | 3      | 9     |